# Царскосельская гимназия
Импера́торская Никола́евская Царскосе́льская гимна́зия — среднее мужское учебное заведение в Царском Селе.

## История гимназии
После переезда в 1843 году Царскосельского лицея в Санкт-Петербург, в Царском Селе было открыто женское духовное училище, а в 1865 году женская Мариинская гимназия. Состоятельные горожане посылали своих сыновей в Петербургские учебные заведения, остальные довольствовались начальным образованием своих сыновей. В 1866 году появилась просьба горожан об открытии семиклассной мужской гимназии. В процессе четырёхлетнего согласования с министерством народного просвещения, министром Двора, попечителем Санкт-Петербургского учебного округа, сначала, исходя из имевшихся средств, намечалось открыть прогимназию, затем частную реальную шестиклассную гимназию, и, наконец, в мае 1870 года было получено разрешение на открытие в Царском Селе казённой мужской гимназии с присвоением ей наименования Николаевской. Было решено открыть вначале приготовительный класс и три гимназических класса, остальные классы предполагалось открыть по мере необходимости и нахождения необходимых средств. Средства на содержание отпускались Министерством народного просвещения, но значительную сумму составляли ежегодные дополнительные пособия от города — 2000 рублей, от купцов и мещан — 5000 рублей, от домовладельцев — 3000 рублей. Плата за обучение составляла 75 рублей. Для предоставления возможности поступления из гимназии в университет, статус гимназии был определён как классическая с изучением латинского языка.
Открытие гимназии состоялось 8 сентября 1870 года. Директором гимназии с 4 июля 1870 года был назначен статский советник,  инспектор 5-й Санкт-Петербургской гимназии И. И. Пискарёв. Почётным попечителем был утверждён генерал-майор П. М. Мейер.
После открытия гимназии, каждый год добавлялся по 1 классу и к 1875/76 учебному году гимназия достигла полного числа необходимых по уставу классов. В первом выпуске учеников гимназии, состоявшемся в 1876 году, было всего 3 ученика и два выпускника-экстерна.
С 17 августа 1881 года, когда её Высочайший покровитель великий князь Александр Александрович взошёл на престол, гимназия получила свой главный титул и стала именоваться «Императорская Николаевская Царскосельская гимназия».
После смерти первого директора И. И. Пискарёва 1 октября 1887 года на его место был назначен Л. А. Георгиевский. При нём в 1889—1890 годах здание было значительно расширено: был надстроен третий этаж и пристроены боковые и внутренний флигель, в гимназии было проведено электрическое освещение, открыты актовый зал, помещение для библиотеки; 2 сентября 1891 года был открыт пансион на 60 воспитанников, что увеличило общее число учеников до 300 человек.
К 1895 году гимназию окончил уже 171 ученик.
16 октября 1896 года на должность директора гимназии был назначен И. Ф. Анненский. Вокруг Анненского 

 постепенно сгруппировался твердый кадр превосходных педагогов. Некоторых он уже застал на месте, других привлёк лично. А. А. Мухин, В. И. Орлов, С. О. Цыбульский, проф. Варнеке, Р. О. Геппенер, проф. Митрофанов и др., — все это были люди широкого образования и передовых взглядов. В гимназическую науку вливались струи подлинных, не учебниковских знаний. Преподаватели эти часто далеко уходили за пределы гимназических программ…
— В. Кривич (В. И. Анненский) Об Иннокентии Анненском. Страницы и строки воспоминаний сына
При И. Ф. Анненском, 26 и 27 мая 1899 года, в Царском Селе состоялось празднование столетия со дня рождения А. С. Пушкина, в котором деятельное участие принимали ученики и преподаватели гимназии. На его же директорство пришлись 30-летие гимназии и события 1905 года, которые привели к тому, что 2 января 1906 года И. Ф. Анненский сдал гимназию назначенному на его место Я. Г. Мору. С 1880 до 1900 года исполняющим обязанности, а с 1891 года инспектором царскосельской гимназии был И. И. Фомилиант.
В 1906 году пансион при гимназии был закрыт.
В 1914 году следующим директором Николаевской гимназии стал К. А. Иванов.
В 1918 году гимназия была реорганизована в Первую Детскосельскую единую трудовую школу.

## Знаменитые ученики гимназии
См. также: Выпускники Царскосельской гимназии
1878
- Павел Буржинский[5]

1879
- Павел Безобразов

1880
- Марк Бродовский

1882
- Григорий Виленкин[6] (серебряная медаль)

1884
- Фёдор Щербатской

1885
- Николай Колпаков
- Евгений Марков

1888
- Михаил Штейнберг

1890
- Сергей Головань

1891
- Юлий Цедербаум

1892
- Владимир Иванов (серебряная медаль)

1895
- Николай Трубицын

1896
- Аркадий Руманов (золотая медаль)

1899
- Валентин Анненский
- Михаил Вавельберг[7]
- Илларион Васильчиков (золотая медаль)

1900
- Иван Манухин
- Александр Оцуп (золотая медаль)

1901
- Александр Виленкин (серебряная медаль)
- Глеб Ивашенцов (серебряная медаль)
- Александр Лапчинский (1901)
- Витольд Полонский (1901)

1902
- Юрий Деларов (золотая медаль)
- Аркадий Иванов

1903
- Максимилиан Мусселиус

1904
- Владимир Визе

1905
- Всеволод Венгеров (золотая медаль)
- Михаил Оцуп (серебряная медаль)

1906
- Александр Бородин (золотая медаль)
- Николай Гумилёв[8]

1907
- Владимир Иванов (золотая медаль)
- Николай Пунин

1908
- Сергей Оцуп (золотая медаль)
- Михаил Травчетов (серебряная медаль)
- Юрий Кос
- Михаил Циммерман

1909
- Лев Аренс

1910
- Георг фон Альбрехт (золотая медаль)
- Павел Оцуп (золотая медаль)

1911
- Дмитрий Крачковский

1913
- Николай Оцуп (золотая медаль)

1916
- Николай Маторин (серебряная медаль)
- Георгий Оцуп (серебряная медаль)

1918
- Андрей Васенко
- Мечисловас Гедвилас

Учились в Царскосельской гимназии: Дешевов, Владимир Михайлович (1898—1903); Лаппо, Иван Иванович; Горданов, Вячеслав Вячеславович; Царёв, Михаил Иванович (1917—1918).

### Списки выпускников
- Полный список выпускников 1876-1918
- Список выпускников 1876—1898
- Список выпускников 1899—1905
- Список выпускников 1906—1910

## Преподаватели
Полный список преподавателей 1870-1918
- Александров, Анатолий Александрович — русский язык (1906—1907)
- Анненский, Иннокентий Фёдорович — древние языки (1896—1906)
- Бородин, Александр Александрович — русский язык, словесность (1910—1917)
- Варнеке, Борис Васильевич — древние языки (1902—1904)
- Ветвеницкий, Андрей Афанасьевич — закон Божий (1870—1878)
- Деларов, Юрий Павлович — математика, физика (1907—1917)
- Иванов, Константин Алексеевич — история (1914—1917)
- Лаппо, Иван Иванович — история (1892—1897)
- Манштейн, Сергей Андреевич — древние языки (1887—1892)
- Мареш, Иосиф Фёдорович — древние языки (1872—1887)
- Митрофанов, Павел Павлович — русский язык (1898—1901)
- Мор, Яков Георгиевич — немецкий язык (1906—1914)
- Мухин, Аркадий Андреевич — русский и древние языки (1891—1906)
- Орлов, Владимир Иванович — русский язык и словесность (1899—1907)
- Пискарев, Иван Иванович — древние языки (1870—1887)
- Рождественский, Александр Васильевич — закон Божий (1878—1907)
- Ростовцев, Михаил Иванович — древние языки (1892—1895)
- Сидоров, Пётр Аполлонович — латинский язык (1909—1917)
- Смирнов, Алексей Андреевич — заслуженный преподаватель, латинский и русский языки (1870—1899)
- Соколов, Аркадий Фёдорович — география (1870—1883)
- Стуколкин, Лев Петрович — танцы (1888—1894)
- Тихомиров, Иван Александрович — латинский язык и история (1878—1885)
- Травчетов, Иван Матвеевич — математика, инспектор гимназии (1901—1907)
- Триумфов, Виктор Александрович — математика и физика (1900—1915)
- Фомилиант, Исаак Иванович — математика и физика (1872—1900)
- Форстен, Георгий Васильевич — история (1887—1890)
- Цыбульский, Степан Осипович — древние языки (1890—1903)
- Чугунов, Александр Иванович — рисование (?—1917)
- Щукарев, Александр Николаевич — древние языки (1889—1890)